# 윤은채
윤은채(1986년 12월 14일 ~ )은 대한민국의 뮤지컬 배우이고 가족으로 아내는 뮤지컬배우 차지연이다.

## 연극
- 2018년 오마이갓스
- 2017년 은밀하게 위대하게
- 2016년 챠이카
- 2016년 레베카 - 성남
- 2016년 레베카 - 울산
- 2016년 레베카
- 2015년 맨 오브 라만차
- 2015년 드림걸즈
- 2014년 프리실라
- 2013년 노트르담 드 파리
- 2011년 명성황후

## 학력
- 배명고등학교 (졸업)
- 단국대학교 연극영화학과 (졸업)

## 가족 사항
- 배우자  : 차지연 (1982년 2월 22일 ~)
  - 아들   : 윤주호 (2016년 11월 29일 ~)